# Oratorio di Santa Maria a Ponte all'Olmo
L'oratorio di Santa Maria a Ponte all'Olmo è un oratorio situato a Marcoiano di Scarperia e San Piero, in provincia di Firenze, presso gli stabilimenti della Palina.
Si tratta di un piccolo edificio religioso assai semplice, che custodisce all'interno un'immagine della Madonna con Bambino, ben visibile dalle finestre adiacenti all'ingresso. La chiesetta è chiusa al pubblico e internamente molto trasandata. Dietro l'oratorio è possibile osservare ancora i resti di quello che fu l'ospedale che accoglieva i pellegrini intenti ad attraversare l'Appennino.

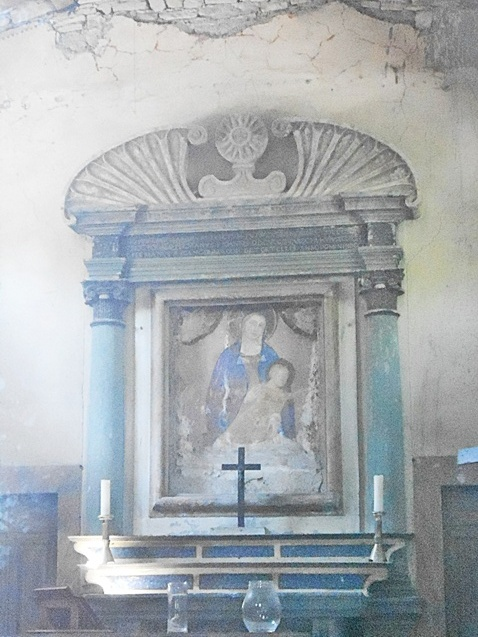
Madonna con Bambino